# Apis (Sohn des Phoroneus)
Apis (altgriechisch Ἄπις Ápis), der Sohn von Phoroneus und der Nymphe Teledike oder Laodike, ist in der griechischen Mythologie König von Argos. Seine Schwester ist Niobe.
Von seinem Vater Phoroneus übernimmt er die Herrschaft über die Peloponnes und gibt diesem Gebiet den Namen Apia. Eine andere Quelle behauptet, dass der Peloponnes nach Apis von Sikyon, dem Sohn des Telchin und Vater des Thelxion, so benannt wurde.
Da Apis die Regierung in eine Gewaltherrschaft umwandelte, fiel er einem Anschlag von Thelxion und Telchin zum Opfer und starb kinderlos. Nach seinem Tode soll er Serapis genannt worden sein. Apollodor verwechselt ihn mit Apis, dem Sohn des Iason, wenn er sagt, er sei von Aitolos getötet worden. Der Mord an Apis wurde später durch Argos Panoptes gerächt. Nachfolger auf den Thron wurde Argos, der Sohn seiner Schwester Niobe.